# Jérôme Jaminet
Jérôme Jaminet (* 27. September 1979 in Luxemburg-Stadt) ist ein luxemburgischer Autor und Literaturkritiker.

## Leben
Jérôme Jaminet studierte Germanistik und Philosophie an der Universität Trier. Von 2007 bis 2011 arbeitete er als Wissenschaftlicher Mitarbeiter an der Fakultät für Sprachwissenschaften und Literatur, Geisteswissenschaften, Kunst und Erziehungswissenschaften der Universität Luxemburg. Als Autor veröffentlichte Jaminet vor allem Lyrik, Kurzprosa und Essays, als freier Literaturkritiker schrieb er zunächst für die luxemburgische Wochenzeitung d’Lëtzebuerger Land und zwischen 2014 und 2017 für die wöchentliche Buchsendung Book Look auf Eldoradio.
Jérôme Jaminet arbeitet als freier Literaturkritiker unter anderem für RTL, Eldoradio, MDR Kultur, SWR2, Cicero und die NZZ am Sonntag. Er ist Literaturjurymitglied beim Prix Laurence (seit 2016), dem Batty Weber Preis und beim Hans-Bernard-Schiff-Literaturpreis Saarland.

## Werke
- Gedankenstille. Verlag Traugott Bautz, Nordhausen 2003, ISBN 978-3-88309-127-3.
- Paul Ricoeur: Intellektuelle Autobiographie. In: Vom Text zur Person. Hermeneutische Aufsätze (1970-1999), Hamburg 2005. [mit Peter Welsen]
- Andreas Gröhbühl: Wie es ist. Momentaufnahmen (hrsg. und eingeleitet), Verlag Traugott Bautz, Nordhausen 2007, ISBN 978-3-88309-347-5.
- Ein Wort in Esels Ohr. Capybarabooks, Mersch 2021, ISBN 978-99959-43-35-6.